# スバル・EJ25
スバル・EJ25とは、SUBARU（旧・富士重工業）が1994年（平成6年）から2019年（平成31年/令和元年）まで製造していた排気量2.5 Lの水平対向4気筒エンジンである。EJ型エンジンのうちの1機種。

## 概要
1994年（平成6年）10月、2代目レガシィのマイナーチェンジにあわせて追加された「250T」グレードに初めて搭載された。EJ型エンジンの核となるEJ20に対して、ピストン内径を7.5 mm、行程を4 mm拡大した、EJシリーズ最大排気量のエンジンである。低回転域のトルクが重視される北米市場では、このEJ25がSUBARUの主力4気筒エンジンであった。
2.5リットル級の4気筒エンジンは主運動系の慣性力が大きいため、直列エンジンではバランスシャフトを用いて振動を抑えるのが普通である。これに対し、EJ25は「理論上、ピストン系往復質量による不平衡慣性力が生じない」という水平対向エンジンの特性により、バランスシャフトを追加せずとも大きな振動が発生しないというメリットがある。
SOHCエンジンは専用の動弁系を使用し、内径の拡大にあわせてバルブピッチも拡大している。しかし、初期のDOHCエンジンはEJ20用をベースとしたシリンダーヘッドを使用していた。燃焼室形状を除いてバルブ径、バルブピッチなどのレイアウトはEJ20と全く同じになっている。
EJ25にのみ採用されている技術として、可変バルブリフト機構のi-AVLS (i-Active Valve Lift System) があり、SOHCエンジンの吸気側に組み込まれている。低回転域では片側の吸気バルブを低リフトで開くことで流速の大きなスワールを発生し、中高回転域では両方の吸気バルブを大きくリフトさせ充填効率を上げることで、低回転でのトルクと高回転での伸びの両立を図っている。また、低回転ではバルブリフトが低いためカムシャフト駆動トルクが減少し、燃費向上につながっている。なお、この機構はトヨタ系動弁系部品メーカーのオティックス製である。

## 基本仕様
- シリンダ配列：水平対向4気筒
- サイクル：4ストローク
- 燃料：ガソリン
- 燃料供給方式：EGI
- ボアピッチ：113 mm
- デッキハイト：201 mm
- クランクジャーナル径：60 mm
- クランクベアリング数：5
- 排気量：2,457 cc
- 内径×行程: 99.5 mm×79.0 mm

## バリエーション
EJ25は、動弁系の差異、ターボチャージャーの有無などにより多くのタイプが存在する。

### SOHC
オーソドックスなシーソー式ロッカーアームを持つSOHCエンジンである。
日本国内では4代目（BP型）レガシィのアウトバックに初搭載された。圧縮比は10.0で、最高出力は165PS/5,600rpm、最大トルクは23.0kgf·m/4,400rpmであった。なお、使用燃料は無鉛レギュラーガソリンである。

### SOHC i-AVLS
上記SOHCエンジンに可変バルブリフト機構i-AVLSを追加したエンジン。SIAで生産された北米向けレガシィシリーズに初搭載され、インプレッサ、エクシーガ、フォレスターにも展開された。
日本国内では、2006年のマイナーチェンジで4代目レガシィのアウトバックに搭載された。圧縮比は10.0で、最高出力は177PS/6,000rpm、最大トルクは23.4kgf·m/4,400rpmであった。2007年にはツーリングワゴン、B4にも拡大展開された。

### DOHC NA
1994年、2代目レガシィに初搭載された。シリンダーヘッドはEJ20 DOHC用のものを流用している。そのため、シリンダーヘッドの燃焼室形状はEJ20の内径、92.0mmに収まる形状になっている。圧縮比は9.5で、最高出力は160PS/6,000rpm、最大トルクは21.5kgf·m/2,800rpmであった。
1996年のマイナーチェンジで圧縮比が10.7まで高められ、最高出力は175PS/6,000rpm、最大トルクは23.5kgf·m/3,800rpmになった。なお、いずれも使用燃料は無鉛プレミアムガソリンである。

### DOHC AVCS NA
1998年にフルモデルチェンジした3代目レガシィに搭載された。吸気カムシャフトには連続可変バルブタイミング機構であるAVCSを採用している。このエンジンもシリンダーヘッドはEJ20 DOHC用のものを流用している。圧縮比は10.7で、最高出力は167PS/6,000rpm、最大トルクは24.0kgf·m/2,800rpmであった。このエンジンは、同年追加されたフォレスターT/25にも搭載されている。
2001年のマイナーチェンジで吸気システムレイアウトの改良などにより、最高出力は170PS/6,000rpmに、最大トルクは24.3kgf·m/2,800rpmに上昇した。

### DOHC AVCS ターボ
吸気カムシャフトにAVCSを搭載したターボエンジン。2003年、北米向けフォレスターに初めて搭載された。その後、北米・欧州・豪州向け車両に多く展開された。中でも北米向けインプレッサWRX STiに搭載されたEJ25は、スバル車として初めて300PSを達成している。
日本国内向けでは、2004年に2代目フォレスターへ追加されたSTi Versionに初搭載された。圧縮比は8.2で、最高出力は265PS/5,600rpm、最大トルクは38.5kgf·m/3,600rpmであった。
シリンダーブロックはインプレッサWRX STiのEJ20と同様にセミクローズドデッキを採用し、ジャーナル高さアップを施され、強度の向上を実現している。また、後端の5番ジャーナルには鉄系金属材を鋳込み、強度向上と振動・騒音の低減を図っている。なお、この5番ジャーナルへの処理は同年フルモデルチェンジされたレガシィシリーズのシリンダーブロックにも施されている。
排気ガス性能向上のため2次エアシステムを搭載したEJ25 AVCS付きターボエンジンは、インターナショナル・エンジン・オブ・ザ・イヤーの2.0から2.5リットルクラスのベストエンジンを2回受賞している。このエンジンも海外モデル専用エンジンだったが、2008年に限定車として設定されたレガシィアウトバック2.5XTに搭載された。このエンジンの圧縮比は8.4で、最高出力は265PS/5,600rpm、最大トルクは35.7kgf·m/2,400rpmであった。
2008年には、このエンジンをベースに等長排気系、専用ツインスクロールターボなどを採用し、エンジン本体系も改良された専用エンジンが4代目レガシィをベースにSTIが製作したコンプリートカーS402に搭載された。圧縮比は8.6で、最高出力は285PS/5,600rpm、最大トルクは40.0kgf·m/2,000 - 4,800rpmであった。

### DOHC デュアルAVCS ターボ
吸排カムシャフトにAVCSを適用したターボエンジン。2008年に登場した3代目インプレッサWRX STIで初めて採用された。海外モデルで採用された後、国内にはインプレッサWRX STI A-Lineとして初導入。圧縮比は8.2で、最高出力は300ps/6,200rpm、最大トルクは35.7kgf·m/2,800 - 6,000rpm。このエンジンもシングルAVCSターボと同じく2次エアシステムを搭載している。なお、このエンジンは国内向けWRX STIのEJ20と違い、等長排気系とツインスクロールターボは採用していない。
5代目レガシィにもデュアルAVCS搭載のターボエンジンが搭載された。直下ターボの採用など、排気系のレイアウトを大きく変えることで排気ガス性能を向上させ、2次エアシステムを廃止した。圧縮比は9.5で、最高出力は285PS/6,000rpm、最大トルクは35.7kgf·m/2,000 - 5,600rpmである。

## 生産拠点
- 群馬製作所大泉工場
- スバル・オブ・インディアナ・オートモーティブ